# Oerlingen
Oerlingen är en ort i kommunen Kleinandelfingen i kantonen Zürich i Schweiz. Den ligger cirka 8,5 kilometer sydost om Schaffhausen och cirka 14,5 kilometer nordväst om Winterthur. Orten har 394 invånare (2021).